# Аннамарія Канчелльєрі
Аннамарія Канчелльєрі (італ. Annamaria Cancellieri; 22 жовтня 1943, Рим) — італійська політична діячка, міністерка внутрішніх справ в уряді Маріо Монті (2011—2013).

## Біографія
Народилася 22 жовтня 1943 року в Римі. Закінчила Римський університет ла Сапієнца, факультет політології. З 1972 року працювала у Міністерстві внутрішніх справ. З 1993 по 2009 рік обіймала посаду префекта (провінційний чиновник, відповідальний за безпеку і порядок) в префектурах у містах Віченца, Бергамо, Брешії, Катанії і Генуї. Згодом працювала спеціальною уповноваженою на Сицилії та в Болоньї.
16 листопада 2011 була призначена міністеркою внутрішніх справ в уряді на чолі з Маріо Монті.

## Нагороди та відзнаки
- Офіцерський Хрест (1992),
- Орден За заслуги перед Італійською Республікою